# Batalha de Nola (214 a.C.)
A Terceira Batalha de Nola foi travada em 214 a.C. entre o exército cartaginês e o exército da República Romana, liderado pelo cônsul Marco Cláudio Marcelo. Foi a terceira e última tentativa cartaginesa de capturar a cidade por parte de Aníbal, novamente decidida em favor de Roma. Esta vitória representou um novo sucesso contra as forças de Aníbal e deu aos romanos uma nova esperança por um desfecho positivo para a Segunda Guerra Púnica.

## Contexto histórico
Depois de conseguir a aliança da segunda cidade mais populosa da península Itálica depois de Roma, Cápua, Aníbal reiniciou as operações cartaginesas na Campânia, tentando, em vão, conquistar Nola (216 a.C.), na esperança de que a cidade se rendesse sem a necessidade do uso da força. Foi somente a chegada do propretor Marco Cláudio Marcelo que mudou seus planos . O general cartaginês, que retornou no ano seguinte (215 a.C.), mas também esta segunda tentativa fracassou.

## Casus belli
No final da cerimônia de empossamento em 214 a.C., os novos cônsules, Quinto Fábio Máximo Verrugoso e Marco Cláudio Marcelo, relataram ao Senado a situação da guerra, real poder militar de Roma e a disposição das tropas. No final, os senadores decretaram que a guerra seria conduzida com um total de 18 legiões e outras 6 seriam alistadas. Na sequência destes preparativos, os habitantes de Cápua, aterrorizados, enviaram embaixadores a Aníbal para implorar que ele voltasse para a cidade. O general cartaginês se apressou para evitar que os romanos se antecipassem aos seus movimentos e, partindo de Arpi, montou seu acampamento perto da cidade, no Monte Tifata. Ali foram deixados os númidas e os iberos para defender a cidade e o acampamento enquanto que o resto do exército de Aníbal marchou para o Lago Averno, com o pretexto de realizar um sacrifício. Na realidade, seu plano era atacar a fortaleza romana de Putéolos.
Fábio, quando soube que Aníbal partiu de Arpi e retornou para a Campânia, marchou noite e dia e se reuniu ao seu exército. Ele enviou uma mensagem a Tibério Semprônio Graco para que ele movesse suas tropas de Lucéria até Benevento e ao seu filho, o pretor Quinto Fábio Máximo, para que ele partisse para a Apúlia para substituir Graco.
E, enquanto Aníbal estava perto do lago Averno, foram até ele alguns jovens que imploraram para que ele fosse a Taranto para libertar a cidade dos romanos. O general, depois de tê-los elogiado e prometido que interviria no momento oportuno, os convidou a voltarem para cada para que pudessem colocar em andamento este plano. Ele sabia que a antiga colônia grega não somente rica e nobre, mas era também um importante porto marítimo e em ótima posição para receber o exército macedônico de seu aliado, Filipe V, assim que ele estivesse pronto para cruzar o Adriático para levar a guerra aos romanos na Itália, especialmente por que Brundísio estava sob controle romano. Completado o sacrifício que o levou até ali, Aníbal saqueou o território de Cumas até o cabo Miseno e depois foi para Putéolos, pronto para tomar de assalto a guarnição romana. Estavam estacionados ali 6 000 soldados. A cidade ficava numa localização segura, na apenas pelas características naturais do terreno, mas também pelas inúmeras obras defensivas realizadas pelos romanos. Ali, Aníbal permaneceu por três dias, atacando-a de todas as formas. Perdida a esperança de ocupá-la, devastou o território vizinho de Neápolis furioso com a derrota.
Ao chegar perto de Nola, a plebe, que lhe era simpática, se revoltou. Embaixadores foram enviados a Aníbal para pedir que se aproximasse da cidade, que certamente se renderia a ele. O cônsul Marcelo foi imediatamente informado pela aristocracia nolana, que era contra esta facção pró-Cartago, e marchou para lá. Ele cobriu a distância entre Cales e Suéssula em apenas um dia, depois de uma breve interrupção na travessia do rio Volturno. Na noite seguinte, entraram em Nola 6 000 soldados e 300 cavaleiros para defender o Senado e ocupando a cidade.
Aníbal, depois de ter saqueado o território de Neápolis, seguiu para Nola. Marcelo mandou chamar o propretor Marco Pompônio Matão, que estava com suas tropas perto de Suéssula, e imediatamente se preparou para marchar contra os cartagineses.

## Batalha
No silêncio da noite, Marcelo enviou, pela porta mais distante do inimigo, Caio Cláudio Nero à frente de um destacamento da cavalaria com ordens de cercar os cartagineses, em segredo e despercebido, permanecendo pronto para atacá-los pela retaguarda assim que o exército romano entrasse em combate. Não se sabe se Nero não seguiu as ordens por ter errado o caminho ou por não ter tido tempo de chegar na posição. Mesmo sem ele, Marcelo atacou os cartagineses e venceu, mas, como não podia contar com a cavalaria, ele preferiu se retirar, arruinando seu plano estratégico original.
Apesar de Marcelo ter ordenado a retirada, permaneceram no campo de batalha mais de 2 000 cartagineses mortos, enquanto que as fileiras romanas perderam apenas 400 vidas.

## Conclusões
No pôr-do-sol, Nero retornou ao acampamento de Marcelo, tendo cansado inutilmente seus homens e cavalos sem nunca ter entrado em combate. Foi repreendido com severidade pelo cônsul, que afirmou que, se não pôde infligir aos inimigos uma sonora derrota, igual à sofrida pelos romanos em Canas, a culpa era unicamente de Nero, o comandante da cavalaria.
No dia seguinte, os romanos se perfilaram novamente no campo de batalha, mas Aníbal, derrotado no dia anterior, permaneceu em seu acampamento. No terceiro dia, durante a escuridão da noite, sem esperanças de conseguir conquistar Nola, uma empreitada fracassada pela terceira vez, Aníbal levantou acampamento e partiu para Taranto na esperança de que esta cidade traísse os romanos.